# Bactrochondria
Bactrochondria is een geslacht van eenoogkreeftjes uit de familie van de Chondracanthidae. De wetenschappelijke naam is voor het eerst geldig gepubliceerd in 2000 door Ho, I.H Kim & Kumar.

## Soorten
- Bactrochondria formosana Ho, Lin & Liu, 2011
- Bactrochondria hoi (Pillai, 1985)
- Bactrochondria longitruncus (Yamaguti, 1939)
- Bactrochondria papilla Ho, I.H. Kim & Kumar, 2000
- Bactrochondria tuase Ho, Lin & Liu, 2011